# Dendrobium fallacinum
Dendrobium fallacinum är en orkidéart som beskrevs av Paul Ormerod. Dendrobium fallacinum ingår i släktet Dendrobium, och familjen orkidéer. Inga underarter finns listade i Catalogue of Life.